# Crkva sv. Mihaela arkanđela u Osijeku
Župna crkva sv. Mihaela arkanđela podignuta je u osječkoj Tvrđi kao crkva isusovaca. Nalazi se na zapadnom Trgu Jurja Križanića. Građevina je u smjeru sjeveroistok - jugozapad. Izgledom se uklopila u sklop barokne Tvrđe. Monumentalno crkveno izdanje - 42 m dužine, 25 m visine, odnosno 47 m visine tornjeva. Druga je po prostornosti u Osijeku, odmah iza konkatedrale Sv. Petra i Pavla u Gornjem gradu.
Dovršena je sredinom 18. stoljeća. Prostrana crkva sagrađena je u baroknom stilu sa širokim pročeljem s dva zvonika. Pročelje karakteriziraju nizovi prozora na nekoliko etaža, što je neuobičajeno za sakralnu arhitekturu kontinentalne Hrvatske toga doba.
Na istom se trgu od ranije nalazila i isusovačka rezidencija, sagrađena 1719. godine. Nakon ukinuća isusovačkog reda, u tu su rezidenciju uselili franjevci, a crkva je postala župnom crkvom.
U crkvi se čuva kalež koji ima medaljone od emajla s prikazima iz života sv. Franje Ksavera. Na njemu je mjesni žig Beča iz 1764. godine i inicijali majstora IS u stiliziranom dvolistu.

## Od početka do danas
Isusovci su na zapadnom dijelu temelja porušene Kasimpašine džamije, a ispred svoje rezidencije, 31. srpnja 1725. svečano položili kamen temeljac za gradnju crkve. Mise su se počele održavati u crkvi 1734., iako još nije bila završena. Crkva je 1750. posvećena sv. Mihaelu arkanđelu, pobjedniku i branitelju Crkve. Crkva je u potpunosti završena 1768. Kada je počeo progon isusovaca u crkvu su se uselili petrovci.

## Oltari
Kako je Crkva postupno opremana, tako je u nju postupno postavljano sedam oltara. Promatrajući ih od ulaza u Crkvu - pokrajnji oltar, prvi desno, posvećen je sv. Ivanu Nepomuku iz 1764. Pokrajnji oltar sv. Otilije prvi je lijevo, a potječe iz 1768. Pokrajnji oltar drugi desno od ulaza u crkvu posvećen je Blaženoj Djevici Mariji. Naziva se još i bijelim oltarom. Pokrajni oltar drugi lijevo od ulaza u crkvu posvećen je sv. Križu s likovima Žalosne Gospe i sv. Ivana apostola. Naziva se još i crnim oltarom. U crkvi su još dva manja pokrajnja oltara. Desno od glavnog oltara postavljen je oltar posvećen Blaženoj Djevici Pomoćnici, a lijevo od glavnog oltara je oltar sv. Terezije Avilske. Glavni oltar je posvećen sv. Mihaelu arkanđelu. S obje strane slike se nalaze drevni kipovi u čovječjoj veličini i to sv. Petra i Pavla, sv. Ignacija Loyolskog i sv. Franje Ksaverskog.

## Propovjedaonica i krstionica
Propovjedaonica, s baldahinom kružnog oblika u baroknoj formi, ukrašena je bogatom pozlaćenom dekoracijom reljefnih aplikacija akantusa i voluta.
Krstionica je u svijetlo bojanom drvetu jednostavnih strogih klasicističkih oblika i pomalo odudara od raskošnih baroknih oblika inventara.

## Orgulje
U crkvi postoji orgulje koje izgradio je Franc Jenko 1937. godine. Glazbalo ima ovu dispoziciju.
| I. manual C–g3 |                 |        |
| 1.             | Gedeckt         | 16′    |
| 2.             | Principal       | 8′     |
| 3.             | Bourdon         | 8′     |
| 4.             | Flauta          | 8′     |
| 5.             | Koncertna viola | 8′     |
| 6.             | Salicional      | 8′     |
| 7.             | Oktava          | 4′     |
| 8.             | Traverzflauta   | 4′     |
| 9.             | Kvinta          | 2 2/3′ |
| 10.            | Superoktava     | 2′     |
| 11.            | Terca           | 1 3/5′ |
| 12.            | Mixtura IV      |        |

| II. manual C–g3 |                      |    |
| 13.             | Viol. principal      | 8′ |
| 14.             | Gamba                | 8′ |
| 15.             | Flavta harmonik      | 8′ |
| 16.             | Dolce                | 8′ |
| 17.             | Vox celestis         | 8′ |
| 18.             | Prestant             | 4′ |
| 19.             | Flauta dolce         | 4′ |
| 20.             | Flavtino             | 2′ |
| 21.             | Harmonie aethera III |    |
| 22.             | Oboa                 | 8' |

| Pedal C–d1 |               |     |
| 23.        | Violon        | 16′ |
| 24.        | Prinzipalbass | 16′ |
| 25.        | Violonbass    | 8′  |
| 26.        | Oktavbass     | 8′  |
| 27.        | Bombarda      | 16′ |

Spojevi: II-I, I-P, II-P, Sup I-P, Sup I, Sub II-I, Sup II-I, Sup II. 

Kolektivi: P, MF, F, TT, Gosle, Flavte, Principali.

Pomagla: jedna slobodna kombinacija, crescendo (valjak), žaluzije, ukidač jezičnjaka, Ped. aut.

Trakture su pneumatske.